# Checoslovaquia en la Copa Mundial de Fútbol de 1962
La selección de Checoslovaquia fue una de las 16 participantes de la Copa Mundial de Fútbol de 1962, que se realizó en Chile. Clasificó directamente al ganar el Grupo 8 de la clasificación europea.
En el campeonato mundial logró llegar a la final, perdiendo contra Brasil por 1:3.

## Clasificación
| Pos. | Equipo         | Pts. | PJ | G | E | P | GF | GC | Dif. | Clasificación |
| ---- | -------------- | ---- | -- | - | - | - | -- | -- | ---- | ------------- |
| 1    | Checoslovaquia | 9    | 4  | 3 | 0 | 1 | 16 | 5  | +11  | Clasificado   |
| 2    | Escocia        | 9    | 4  | 3 | 0 | 1 | 10 | 7  | +3   |               |
| 3    | Irlanda        | 0    | 4  | 0 | 0 | 4 | 3  | 17 | −14  |               |

 Fuente: 
| 14-5-1961 | Checoslovaquia                                      | 4–0     | Escocia | Bratislava, Checoslovaquia |                     |
|           | Pospíchal 8' 85' · Kvašňák 13' (pen.) · Kadraba 40' | Reporte |         | Árbitro(s): Steiner        | Árbitro(s): Steiner |

| 29-9-1961 | Escocia                    | 3–2     | Checoslovaquia           | Glasgow, Escocia      |                       |
|           | St. John 21' · Law 62' 83' | Reporte | Kvašňák 6' · Scherer 51' | Árbitro(s): Gulliksen | Árbitro(s): Gulliksen |

| 8-10-1961 | Irlanda   | 1–3     | Checoslovaquia               | Dublin, República de Irlanda |                     |
|           | Giles 40' | Reporte | Scherer 3' · Kvašňák 61' 69' | Árbitro(s): Holland          | Árbitro(s): Holland |

| 29-10-1961 | Checoslovaquia                                                                | 7–1     | Irlanda     | Prague, Checoslovaquia |                     |
|            | Kvašňák 8' 36' · Scherer 24' 75' · Jelínek 30' · Pospíchal 59' · Masopust 61' | Reporte | Fogarty 56' | Árbitro(s): Lundell    | Árbitro(s): Lundell |

| 29-11-1961                                                                                    | Checoslovaquia                                          | 4–2 (t. s.) | Escocia          | Brussels, Bélgica  |                    |
|                                                                                               | Hledík 70' · Scherer 84' · Pospíchal 95' · Kvašňák 101' | Reporte     | St. John 38' 71' | Árbitro(s): Versyp | Árbitro(s): Versyp |
| Partido jugado en sede neutral para definir al clasificado tras terminar empatados en puntos. |                                                         |             |                  |                    |                    |

## Jugadores
| #     | Nombre              | Posición        | Edad            | Club                |
| ----- | ------------------- | --------------- | --------------- | ------------------- |
| 1     | Viliam Schrojf      | Portero         | 30              | Slovan Bratislava   |
| 2     | Jan Lála            | Defensa         | 25              | Dinamo Praga        |
| 3     | Ján Popluhár        | Defensa         | 26              | Slovan Bratislava   |
| 4     | Ladislav Novák      | Defensa         | 30              | Dukla Praga         |
| 5     | Svatopluk Pluskal   | Defensa         | 31              | Dukla Praga         |
| 6     | Josef Masopust      | Mediocampista   | 31              | Dukla Praga         |
| 7     | Jozef Štibrányi     | Mediocampista   | 22              | Spartak Trnava      |
| 8     | Adolf Scherer       | Delantero       | 24              | Slovnaft Bratislava |
| 9     | Pavol Molnár        | Delantero       | 26              | Slovan Bratislava   |
| 10    | Jozef Adamec        | Delantero       | 20              | Dukla Praga         |
| 11    | Josef Jelínek       | Delantero       | 21              | Dukla Praga         |
| 12    | Jiří Tichý          | Defensa         | 28              | Slovnaft Bratislava |
| 13    | František Schmucker | Portero         | 22              | RH Brno             |
| 14    | Václav Mašek        | Delantero       | 21              | Sparta Praga        |
| 15    | Vladimír Koiš       | Delantero       | 26              | CKD Praga           |
| 16    | Titus Buberník      | Defensa         | 28              | Slovnaft Bratislava |
| 17    | Tomáš Pospíchal     | Delantero       | 25              | Baník Ostrava       |
| 18    | Josef Kadraba       | Delantero       | 28              | SONP Kladno         |
| 19    | Andrej Kvašňák      | Delantero       | 26              | Sparta Praga        |
| 20    | Jaroslav Borovička  | Delantero       | 31              | Dukla Praga         |
| 21    | Jozef Bomba         | Defensa         | 23              | Tatran Prešov       |
| 22    | Pavel Kouba         | Portero         | 23              | Dukla Praga         |
| D. T. | Rudolf Vytlačil     | Rudolf Vytlačil | Rudolf Vytlačil | Rudolf Vytlačil     |

## Participación

### Grupo 3
| Equipo         | Pts | PJ | PG | PE | PP | GF | GC | Dif |
| -------------- | --- | -- | -- | -- | -- | -- | -- | --- |
| Brasil         | 5   | 3  | 2  | 1  | 0  | 4  | 1  | 3   |
| Checoslovaquia | 3   | 3  | 1  | 1  | 1  | 2  | 3  | -1  |
| México         | 2   | 3  | 1  | 0  | 2  | 3  | 4  | -1  |
| España         | 2   | 3  | 1  | 0  | 2  | 2  | 3  | -1  |

| 31 de mayo de 1962, 15:00 | Checoslovaquia | 1:0 (0:0) | España | Estadio Sausalito, Viña del Mar                                |                                                                |
|                           | Stibranyi 80'  | Reporte   |        | Asistencia: 12 700 espectadores Árbitro(s): Carl Erich Steiner | Asistencia: 12 700 espectadores Árbitro(s): Carl Erich Steiner |

| 2 de junio de 1962, 15:00 | Brasil | 0:0     | Checoslovaquia | Estadio Sausalito, Viña del Mar                             |                                                             |
|                           |        | Reporte |                | Asistencia: 14 903 espectadores Árbitro(s): Pierre Schwinte | Asistencia: 14 903 espectadores Árbitro(s): Pierre Schwinte |

| 7 de junio de 1962, 15:00 | México                                           | 3:1 (2:1) | Checoslovaquia | Estadio Sausalito, Viña del Mar                              |                                                              |
| | Díaz 12' · Del Águila 29' · Hernández 90' (pen.) | Reporte   | Masek 1'       | Asistencia: 10 648 espectadores Árbitro(s): Gottfried Dienst | Asistencia: 10 648 espectadores Árbitro(s): Gottfried Dienst |
| El gol de Vaclav Masek se dio a los 15 segundos del partido, convirtiéndolo en el más rápido del Mundial hasta antes del gol de Hakan Sukur en el 2002. Primera victoria de México en los Mundiales. |                                                  |           |                |                                                              |                                                              |

### Cuartos de final
| 10 de junio de 1962, 14:30 | Checoslovaquia | 1:0 (1:0) | Hungría | Estadio Braden Cooper Co., Rancagua                           |                                                               |
|                            | Scherer 13'    | Reporte   |         | Asistencia: 11 690 espectadores Árbitro(s): Nickolaj Latychev | Asistencia: 11 690 espectadores Árbitro(s): Nickolaj Latychev |

### Semifinales
| 13 de junio de 1962, 14:30 | Checoslovaquia                       | 3:1 (0:0) | Yugoslavia   | Estadio Sausalito, Viña del Mar                             |                                                             |
|                            | Kadraba 48' · Scherer 80' 84' (pen.) | Reporte   | Jerković 69' | Asistencia: 5 890 espectadores Árbitro(s): Gottfried Dienst | Asistencia: 5 890 espectadores Árbitro(s): Gottfried Dienst |

### Final
| 17 de junio de 1962, 14:30 | Brasil                             | 3:1 (1:1) | Checoslovaquia | Estadio Nacional, Santiago                                    |                                                               |
|                            | Amarildo 17' · Zito 69' · Vavá 78' | Reporte   | Masopust 15'   | Asistencia: 68 679 espectadores Árbitro(s): Nickolaj Latychev | Asistencia: 68 679 espectadores Árbitro(s): Nickolaj Latychev |